# Seznam písní Marty Kubišové
Toto je seznam písní, jejichž interpretkou je zpěvačka Marta Kubišová.

## Vysvětlivky
- Název písně (Originální název převzaté písně) (autor hudby / autor textu), pěvecký partner
  - orchestr, sbor, studio, datum vzniku nahrávky

## 0-9
- 31° ve stínu (Luděk Hulan), s Luďkem Hulanem
  - JOČR, řídí Karel Krautgartner, studio Kobylisy, 25.2.1965

## A
- A já to nepovím (Jindřich Brabec / Jiří Aplt)
  - Orchestr Karla Krautgartnera, studio A Čs. rozhlasu, řídí Josef Vobruba, 1967

- A to mě trápí (I hope you find it) (Stephen Paul Robson,Jeffrey Steele / Václav Kopta)
  - Studiový orchestr řídí Petr Malásek, sbor (Naďa Wepperová, Alena Průchová a Dasha)
  - nahráno v roce 2016 ve studiích COX Mikulov, HSA Česká televize a LineArt Nusle

- Addio (Ko svet je bil mlad) (Jurij Robežnik, Gregor Strniša / Jiřina Fikejzová), Interfest Zagreb
  - TOČR, řídí Josef Vobruba, studio Dejvice, 13. června 1969

- Ale já musím jít (autor hudby neznámý / Eva Sadková)
  - z televizní inscenace "Apokryfy"; natočeno ve studiu Čs. televize, 1968 ?

- Amerika (America) (Leonard Berstein / Pavel Kopta), s Evou Pilarovou
  - Dalibor Brázda se svým orchestrem, Dívčí trio ČSSPT, studio Strahov, 26.3.1966

- Amor se mýlí (Blue Moon) (Richard Rodgers, Lorenz Hart / Rostislav Černý)
  - TOČR, studio A Čs. rozhlasu, 29.12.1965

- Angelo (Bohuslav Ondráček / Eduard Krečmar)
  - TOČR, řídí Josef Vobruba, Sbor Lubomíra Pánka, studio A Čs. rozhlasu, 28. listopadu 1968

- Atlantis (Jindřich Brabec / Jiřina Fikejzová), festival Split 1969
  - TOČR, řídí Josef Vobruba, studio Dejvice, 13. červen 1969

- Ať láska… (Love, Oh Love) ([1] / Pavel Vrba)
  - Orchestr Golden Strings Vladimíra Popelky, Vokální skupina Voice Mix, studia Českého rozhlasu, březen 1995[2][3]

- Ave mater speciosa (David Solař / Jan Schneider)
  - Studiový orchestr Pavla Větrovce, studio dh Vyžlovka, únor – březen 2005

- Až únavou (Dalibor Basler / Václav Babula)
  - Orchestr Karla Krautgartnera, řídí Josef Vobruba, studio A Čs. rozhlasu, 1967

## B
- Balada o kornetovi a dívce (Bohuslav Ondráček / Zdeněk Rytíř)
  - Orchestr Golden Kids řídí Josef Vobruba, Sbor Lubomíra Pánka, studio Dejvice, 9.-17.12.prosinec 1968

- Balada o Mistru Třeboňském (Zdeněk Liška s použitím textu J. J. de Lescout)
  - z televizní inscenace "Balada o Mistru Třeboňském"; sbor Pavla Kühna, natočeno ve studiu Čs. televize, 1968

- Bam-Bam-Biri-Biri-Bam / Píseň pračlověka (Angelo Michajlov / Eduard Krečmar)
  - zpívají Golden Kids (Marta Kubišová, Helena Vondráčková & Václav Neckář)
  - TOČR řídí Václav Hybš, Čs. televize, 17.3.1969

- Bez (Bohuslav Ondráček / Zbyněk Kovanda)
  - Jazzová skupina divadla Alfa, Čs. rozhlas Plzeň, 1964

- Bílá stuha (Jindřich Brabec / Jiří Aplt)
  - Karel Vlach se svým orchestrem, studio A Čs. rozhlasu, 1968

- Bílá tma  (Dalibor Basler/Václav Babula)
  - 1969 TOČR

- Bílý stůl (Bohuslav Ondráček / Eduard Krečmar)
  - Karel Krautgartner se svým orchestrem, řídí Josef Vobruba, studio Čs. rozhlasu, 21. března 1967

- Blues o tom, že život je chlap (Pavel Vitoch / Pavel Vrba)
  - Orchestr Karla Krautgartnera, řídí Josef Vobruba, sbor, studio A Čs. rozhlasu, 27.9.1967

- Buď vůle tvá (Bohuslav Ondráček / Zdeněk Borovec), s Karlem Gottem
  - Pražský klasický orchestr řídí Oldřich Vlček, Studiová skupina Petra Maláska, studio Mida, 1993

- Bůh ví (Václav Zahradník / Pavel Vrba)
  - Studiová skupina Rudolfa Rokla, studio A a F Českého rozhlasu, 1996

- Bungalow Bill (The Continuing Story Of Bungalow Bill) (John Lennon, Paul McCartney / Zdeněk Rytíř)
  - zpívají Golden Kids (Marta Kubišová, Helena Vondráčková & Václav Neckář)
  - trubky – Jim Gubernát, N. Yaneff, Jan Čapoun, Orchestr Golden Kids řídí Josef Vobruba, studio Dejvice, 21.9.1969

## C
- Caravan (Duke Ellington)
  - Jazzová skupina divadla Alfa, Čs. rozhlas Plzeň, 1964

- Cesta (Jindřich Brabec / Petr Rada)
  - Karel Krautgartner se svým orchestrem, studio Dejvice, 14.5.1968
  - Pražský klasický orchestr řídí Oldřich Vlček, Studiová skupina Petra Maláska, studio Mida, 1993 (nově nahráno, jiné aranžmá)

- Co dřímá v nás (Václav Zahradník / Pavel Vrba)
  - Studiová skupina Rudolfa Rokla, studio A a F Českého rozhlasu, 1996

- Co znamená mít rád (What Is This Thing Called Love) (Cole Porter / Zdeněk Borovec)
  - flétna – J. Konopásek, TOČR, řídí Josef Vobruba, studio Čs. rozhlasu, 1964 (studiová verze)
  - s Jitkou Zelenkovou, 1997 (live)

## Č
- Čas je nejvyšší pán (Bohuslav Ondráček / Zdeněk Borovec)
  - Orchestr Golden Strings Vladimíra Popelky, studia Českého rozhlasu, březen 1995

- Časy se mění (The Times Are A-Changing) (Bob Dylan / Zdeněk Rytíř)
  - zpívají Golden Kids (Marta Kubišová, Helena Vondráčková & Václav Neckář)
  - verze 1: Orchestr Golden Kids řídí Josef Vobruba, studio Dejvice, 27.5.1969
  - verze 2: Orchestr Golden Kids řídí Josef Vobruba, studio Dejvice, 14.10.1969 (upravený text po zásahu cenzury)
  - Velký studiový orchestr, 2004 (nová verze v upraveném aranžmá)

- Čekám (Karel Mareš / Pavel Kopta)
  - Skupina Apollo, 1967

- Černá kráska (Vieni, mia bella biondina) (traditional / Eduard Krečmar)
  - Václav Hybš se svým orchestrem, studio A Čs. rozhlasu, 11.10.1968

- Černá vovce (traditional / Jan Schneider)
  - 1965

- Černej sen (Bohuslav Ondráček / Bedřich Svatoň)
  - Jazzová skupina divadla Alfa, Čs. rozhlas Plzeň, 1964

- Červánky (It's Not Unusual) (Gordon William Mills, Les Reed / Eduard Krečmar)
  - Orchestr Golden Kids řídí Josef Vobruba, Sbor Lubomíra Pánka, Čs. rozhlas, 1968

- Červencové ráno (Karel Mareš/Petr Rada), s Waldemarem Matuškou
  - Karel Vlach se svým orchestrem, studio Dejvice, 2.5.1967

## D
- Daleko, daleko
  - 1968

- Dary nesem (Zdeněk Marat / Zdeněk Borovec), s Václavem Neckářem a Karlem Štědrým
  - Taneční orchestr Čs. rozhlasu řídí Josef Vobruba, Čs. televize. 29.11.1968

- Dáša (Milan Dvořák / Vladimír Dvořák)
  - Karel Vlach se svým orchestrem, sbor Lubomíra Pánka, studio Strahov, 15.2.1966 [4]

- Dein Schiff kommt wieder (Tvá loď se vrátí) (Bohuslav Ondráček / Zdeněk Borovec, německý text: Busch)
  - Orchestr Bohuslava Ondráčka, Polydor, 1968
  - Původní českou verzi nazpívala Helena Blehárová.

- Dejte mi kousek louky (Zdeněk Marat / Zdeněk Borovec)
  - Orchestr Karla Krautgartnera, řídí Josef Vobruba, studio A Čs. rozhlasu, 1968

- Den žen (Bohuslav Ondráček / Jan Schneider), s Václavem Neckářem a Helenou Vondráčkovou
  - Miroslav Kefurt se svou skupinou, studio Strahov, 22.11.1965

- Denně čekám (Anyone Who Had A Heart) (Burt Bacharach / Hal David, č.t. Pavel Vrba)
  - Orchestr Karla Krautgartnera, řídí Josef Vobruba, Ženský sbor, studio A Čs. rozhlasu, 21. července 1967

- Depeše (Karel Svoboda / Ivo Rožek)
  - TOČR, řídí Josef Vobruba, studio Čs. rozhlasu, 10. listopadu 1966

- Deset schodů (Bohuslav Ondráček / Zbyněk Kovanda)
  - Jazzová skupina divadla Alfa, Čs. rozhlas Plzeň, 1963

- Die Sonne ist schön (Tajuplnej hráč) (Karel Svoboda / Ivo Fischer, německý text: Blecher)
  - Orchestr Bohuslava Ondráčka, Polydor, 1968

- Dívám se vzhůru (Jan Burian / Jan Burian)
  - Studiová skupina Luboše Andršta, studio Hrnčíře, duben 1991

- Dobrodružství s bohem Panem (Greensleeves) (irská lidová píseň / Miloň Čepelka)
  - Orchestr Golden Kids řídí Josef Vobruba, studio Dejvice, 11.12.1968

- Docela všední obyčejný den (Jan Hammer / Jaromír Hořec)
  - Studiová skupina Rudolfa Rokla, studio A a F Českého rozhlasu, 1996
  - původně píseň nazpívala Vlasta Průchová

- Donchuán s klarinetem (Charles Aznavour / Jan Schneider), s Helenou Vondráčkovou
  - TOČR, řídí Josef Vobruba, Karel Krautgartner – klarinet, studio Čs. rozhlasu, 10.11.1966

- Důvod mám (Walk On Bye) (Burt Bacharach, Hal David / Pavel Vrba)
  - z recitálu "S nebývalou ochotou" v divadle Ungelt
  - Studiový orchestr řídí Petr Malásek, Pražský studiový symfonický orchestr řídí Jan Smolík, sbor (Naďa Wepperová, Alena Průchová a Dasha)
  - nahráno v roce 2016 ve studiích COX Mikulov, HSA Česká televize a LineArt Nusle

## G
- Ginny, Ginny (Angelo Michajlov/Eduard Krečmar)
  - 1967

- Great City (Curtis Reginald Lewis)
  - Jazzová skupina divadla Alfa, Čs. rozhlas Plzeň, 1964

## H
- Hare Krišna (Hare Krishna) (A. McDermot – G. Ragni – J. Rado / Zdeněk Rytíř)
  - Orchestr Golden Kids, řídí Josef Vobruba, sbor, studio Dejvice, 30. června 1970

- Hej, Jude (Hey Jude) (John Lennon, Paul McCartney / Zdeněk Rytíř)
  - Orchestr Golden Kids řídí Josef Vobruba, sbor: Golden Kids, studio Dejvice, 9.-17.prosinec 1968

- Hej, pane zajíci (Bohuslav Ondráček / Jan Schneider), s Helenou Vondráčkovou
  - Orchestr Karla Krautgartnera, řídí Josef Vobruba, studio A Čs. rozhlasu, 29.12.1967

- Hluboká vráska (Fats Domino / Jiří Suchý)
  - Studiová skupina Rudolfa Rokla, studio A a F Českého rozhlasu, 1996

- Hoří rubín krvavý (Michaela Horká / Pavel Vrba)
  - Pražský klasický orchestr řídí Oldřich Vlček, Studiová skupina Petra Maláska, studio Mida, 1993

## Ch
- Chci právo trubky mít (Jindřich Brabec / Pavel Vrba)
  - Orchestr Golden Kids řídí Josef Vobruba, 26.5.1969, studio Dejvice

- Chce jen vládnout (Reťaz) (Ján Siváček / Tomáš Janovic, Pavel Vrba)
  - TOČR, studio A Čs. rozhlasu, 29.3.1968

## J
- Já a můj syn (Jiří Baur / Ivo Fischer)
  - Karel Vlach se svým orchestrem, Sbor Lubomíra Pánka, studio Strahov, 23.9.1966

- Já cestu k tobě najdu si (Bohuslav Ondráček / Jaroslav Šprongl)
  - Orchestr Karla Krautgartnera, řídí Josef Vobruba, studio A Čs. rozhlasu, 30.11.1967

- Já dovedu lhát (I'm Learning About Love) (Carl Sigman, Robert Maxvell / Jiří Štaidl), s Darkem Vostřelem
  - Taneční orchestr Čs. rozhlasu (TOČR), studio A Čs. rozhlasu 26.1.1965

- Já chci být volná (Karel Štolba / Marta Skarlandtová), s Anetou Langerovou
  - Karel Štolba - klávesové nástroje, Omar Khaouaj - kytara, Ivan Habernal - baskytara, Robert Štolba - bicí nástroje
  - studio Prosound, duben 2013
  - z komorního muzikálu Touha jménem Einodis uváděného v divadle Ungelt

- Já tu s tváří neměnnou (Jindřich Brabec / Pavel Vrba)
  - Orchestr Golden Kids, řídí Josef Vobruba, studio Dejvice, 4. listopadu 1968

- Jak vytunelovat tuneláře (David Solař / Jan Schneider)
  - Studiový orchestr Pavla Větrovce, studio dh Vyžlovka, únor-březen 2005

- Jakoby nic (Bohuslav Ondráček / Zdeněk Rytíř)
  - Orchestr Golden Kids, řídí Josef Vobruba, Petr Hejduk – bicí, Petr Formánek – klavír, Zdeněk Rytíř – brumle
  - studio Dejvice, 13. března 1970

- Jakube, Jakube (Karel Mareš / Ester Krumbachová)
  - Filmový symfonický orchestr, řídí Štěpán Koníček, 1966

- Jarmark ve Scarborough (Scarborough Fair – Canticle) (Paul Simon / Zdeněk Borovec)
  - pořad "Těžké životní situace", Čs. televize, 1969, s Helenou Vondráčkovou a Karlem Černochem (verze 1)
  - Orchestr KGB řídí Pavel Větrovec, studio Čs. televize, 1993, s Karlem Gottem (verze 2)

- Je půl vosmý (Bohuslav Ondráček / Jan Schneider)
  - Instrumentální skupina Divadla Alfa v Plzni, Čs. rozhlas Plzeň, 1963

- Ještě ne (D. Pálka / Miroslav Zikán)
  - Taneční studio Praha řídí Zdeněk Marat, Sbor Lubomíra Pánka, studio Čs. rozhlasu, 22.11.1966

- Jsem tvoje včera (Karel Svoboda / Eduard Krečmar)
  - Orchestr Karla Krautgartnera řídí Josef Vobruba, studio Dejvice, 27.9.1967

## K
- Kde domov můj + Nad Tatrou sa blýska (československá státní hymna)
  - živě 10. prosince 1988 na demonstraci ke 40. výročí vyhlášení Všeobecné deklarace lidských práv na Škroupově náměstí
  - 21. listopadu 1989 z balkonu Melantrichu na Václavském náměstí

- Kde máš svůj dům (Bohuslav Ondráček / Zdeněk Rytíř)
  - Orchestr Golden Kids, řídí Josef Vobruba, studio Dejvice, 30. června 1970
  - Skladba byla vydána až při reedici v roce 2000.

- Kdo si šlape po štěstí (David Solař / Jan Schneider)
  - Studiový orchestr Pavla Větrovce, studio dh Vyžlovka, únor – březen 2005

- Kdo ti radu dá (Vladimír Popelka / Vladimír Poštulka)
  - Orchestr Golden Kids, řídí Josef Vobruba, studio Dejvice, 10. března 1969

- Kdo těm růžím vůni vzal? (Where Have All The Flowers Gone?) (Peter Seeger / Jan Schneider)
  - 1965 a 1966
  - na zvukovém nosiči vydáno až v roce 2012 (Zlatá šedesátá)

- Kdo vynalez’ (Karel Mareš / Pavel Kopta)
  - Skupina Apollo, 1967

- Kdybys tak znal (Sí tu savais) (Georges Liferman, Chriss Argelies / Jindřich Balík)
  - 1965

- Když nastaly deště (Harry Macourek / J. R. Pick)
  - 1966

- Klobouk ve křoví (Jaroslav Ježek /Jiří Voskovec, Jan Werich)
  - Studiová skupina Rudolfa Rokla, studio A a F Českého rozhlasu, 1996

- Kouzelník Žito (Daniel Fikejz / Jan Schneider)
  - Studiový orchestr Pavla Větrovce, studio dh Vyžlovka, únor – březen 2005

- Kouzlo mládí (Karel Štolba / Marta Skarlandtová), s Milanem Heinem
  - z recitálu "S nebývalou ochotou" v divadle Ungelt, na zvukovém nosiči nevydáno

- Kříž (moravská lidová, upravil Jaroslav Hutka)
  - Jaroslav Hutka – kytara, nahráno v květnu 1978 v Praze

- Kupte si strom (Bohuslav Ondráček / Zbyněk Kovanda)
  - Jazzová skupina divadla Alfa, Čs. rozhlas Plzeň, 1963

## L
- Lampa (Bohuslav Ondráček / Pavel Vrba)
  - Mefisto, studio Dejvice, 9.1.1968

- Láska a karty (Vladimír Vodička / Jiří Suchý)
  - 1964

- Lavička v jasmínu (Miloslav Ducháč / Miroslav Zikán)
  - Taneční orchestr Čs. rozhlasu řídí Karel Krautgartner, studio Čs. televize, 1965
  - na zvukovém nosiči vydáno až v roce 2012 (Zlatá šedesátá)

- Legendy (Angelo Michajlov / Eduard Krečmar)
  - TOČR, řídí Václav Hybš, studio Čs. rozhlasu, 17.3.1969 (1. verze)
  - Studiová skupina Luboše Andršta, studio Hrnčíře, duben 1991 (nově nahráno)

- Loudá se půlměsíc (Un ange est venu – Losing You) (Jean Gaston Renard / Pierre Havet - Carl Sigman / Jiří Štaidl – Rostislav Černý)
  - TOČR, řídí Josef Vobruba, Richard Kubernát – trubka, sbor Jiřího Linhy, studio Čs. rozhlasu, 1964

- Lunapark (Michal David / Eduard Krečmar)
  - Orchestr Golden Strings Vladimíra Popelky, Vokální skupina Voice Mix, studia Českého rozhlasu, březen 1995

## M
- Magdalena (Aleluya) (Luis Eduardo Aute / Jan Schneider)
  - Orchestr Golden Kids řídí Josef Vobruba, Sbor Lubomíra Pánka, studio Dejvice, 9.12.1968

- Magdaléna (Luboš Svoboda / Pavla Zachařová)
  - Václav Zahradník se svým orchestrem, Vokální sbor řídí Zdeněk Šulc, studio A Čs. rozhlasu, 1968

- Mach Musik für mich (Fletcher, Flett, Korn)
  - Polydor, 1969

- Máj (Zdeněk Petr / Ivo Fischer) , z muzikálu "Filozofská historie"
  - Václav Hybš se svým orchestrem, kytara: Otto Kotýnek, studio Dejvice, 20.2.1968

- Málo, jen málo (Little By Little) (Beatrice Verdi, Buddy Kaye, Eddie Gin / Eduard Krečmar), s Helenou Vondráčkovou
  - Orchestr Václava Hybše, studio Čs. televize, 1968

- Mama (When My Dollies Have Babies) (Sonny Bono / Eduard Krečmar)
  - Orchestr Golden Kids řídí Josef Vobruba, Dětský sbor Čs. rozhlasu řídí Bohumil Kulínský
  - studio Dejvice, 9.prosinec 1968

- Mám ráda pohádky (Daniel Fikejz / Jan Schneider)
  - Studiový orchestr Pavla Větrovce, studio dh Vyžlovka, únor – březen 2005

- Měl snědou tvář (Bohuslav Ondráček / Ivo Fischer)
  - TOČR řídí Josef Vobruba, Sbor Lubomíra Pánka, studio A Čs. rozhlasu, 28.11.1968

- Měsíční fontána (Harry Macourek / Petr Rada)
  - TOČR, studio A Čs. rozhlasu, 14.2.1966

- Micro-Magic-Circus (Bohuslav Ondráček / Zdeněk Rytíř), s Václavem Neckářem a Helenou Vondráčkovou
  - Orchestr Golden Kids, řídí Josef Vobruba, 25. února 1969

- Mít doma měsíc jenom pro sebe (Bohuslav Ondráček / Zbyněk Kovanda)
  - Jazzová skupina divadla Alfa, Čs. rozhlas Plzeň, 1963

- Mně se líbí (Bohuslav Ondráček / Karel Boušek), z představení "Bratr z Toronta" Stop divadla v Pardubicích
  - Stop-Jazz-Kvartet z Pardubic řídí Bohuslav Ondráček, studio Pouchov Čs. rozhlasu Hradec Králové, 3. 4. 1963 (1. nahrávka)
  - Taneční orchestr Čs. rozhlasu řídí Josef Vobruba, studio Strahov, 25. 9. 1963 (2. nahrávka)

- Modlitba pro Martu (Jindřich Brabec / Petr Rada)
  - Milan Dvořák – varhany, Angelo Michajlov – klavír, Karel Černoch – bicí, studio Na Petynce, 23. srpna 1968 (1. nahrávka s mírně odlišným textem)
  - Václav Hybš se svým orchestrem, Sbor Lubomíra Pánka, studio Čs. televize, 28. srpna 1968 (pro seriál Píseň pro Rudolfa III. a singl)
  - Orchestr Golden Kids řídí Josef Vobruba, studio Dejvice, 10. prosince 1968 (pro album Songy a balady)
  - Nahráno v Praze – květen 1978 (pro album Zakázaní zpěváci druhé kultury)

- Modrej vřes (Karel Svoboda / Ivo Fischer)
  - ze hry "Leonarde, tys nám dal" zpívá s Karlem Štědrým, 1968

- Moje láska (Bohuslav Ondráček / Marta Kubišová)
  - Orchestr Golden Strings Vladimíra Popelky, sbor: Marta Kubišová, Vokální skupina Voice Mix, studia Českého rozhlasu, březen 1995

- Můj obrázek roztrhej (Zdeněk Marat / Ota Žebrák), s Helenou Vondráčkovou
  - Václav Hybš se svým orchestrem, studio Dejvice, 20. března 1967

- Musím zpívat jazz (Bohuslav Ondráček / Zbyněk Kovanda)
  - Jazzová skupina divadla Alfa, Čs. rozhlas Plzeň, 1964

- Musíš odejít (Zdeněk Marat / Zdeněk Borovec)
  - 1965

- Myslíš jenom na peníze (Angelo Michajlov / Eduard Krečmar)
  - Václav Hybš se svým orchestrem, Sbor Lubomíra Pánka, studio Dejvice, 14. listopadu 1967

## N
- Na co tě mám (Angelo Michajlov / Eduard Krečmar)
  - Mefisto, sbor, studio Dejvice, 5. října 1967

- Na smrt si nikdy nezvyknu (Július Kinček / Petr Uličný), s Tomášem Hradilem
  - Pražský klasický orchestr řídí Oldřich Vlček, Studiová skupina Petra Maláska, studio Mida, 1993

- Navěky (Embraceable you) (George & Ira Gerschwin / Jiří Aplt)
  - TOČR, studio A Čs. rozhlasu, 8.6.1964

- Návštěva ve sklenici (Bohuslav Ondráček / Jan Schneider)
  - Jazzová skupina divadla Alfa, Čs. rozhlas Plzeň, 1964

- Ne (Ota Petřina / Zdeněk Rytíř)
  - Orchestr Golden Kids řídí Josef Vobruba, sbor: Golden Kids, studio Dejvice, 10.12.1968

- Neboť, co je to člověk (Karel Mareš / Ester Krumbachová)
  - Filmový symfonický orchestr, řídí Štěpán Koníček, 1966

- Nech tu lásku spát (Jindřich Brabec / Jiří Aplt), s Waldemarem Matuškou
  - Karel Vlach se svým orchestrem, studio Dejvice, 16.5.1967

- Nechte zvony znít (Karel Svoboda / Zdeněk Rytíř)
  - Václav Hybš – trubka, Mefisto, duo Irena & Olga, studio Dejvice, 4. října 1967

- Nejsi sám, kdo doufá (Face It Girl, It's Over) (Frank Stanton, Andy Badale / Vladimír Poštulka)
  - Orchestr Golden Kids, řídí Josef Vobruba, Sbor Pavla Kühna, studio Dejvice, 10. března 1969

- Někde musí být Ráj (Bohuslav Ondráček / Pavel Vrba)
  - Pražský klasický orchestr řídí Oldřich Vlček, Studiová skupina Petra Maláska, studio Mida, 1993

- Není to láska (I'm Gonna Leave You) (Dusty Springfield / Eduard Krečmar)
  - Václav Hybš se svým orchestrem, duo Irena & Olga, studio Dejvice, 14. listopadu 1967

- Neotočím večer vypinačem (Harry Macourek / Jiří Štaidl)
  - z představení "Pro Orchestr a lidský hlas" Stop divadla v Pardubicích
  - Stop-Jazz-Kvartet z Pardubic, řídí Bohuslav Ondráček, studio Pouchov Čs. rozhlasu Hradec Králové, 27.3.1963

- Nepiš dál (Ladislav Štaidl – Karel Gott / Rostislav Černý)
  - Rytmická skupina divadla Apollo, Sbor divadla Apollo, studio Strahov, 5. července 1966

- Neříkej (David Solař / Jan Schneider)
  - Studiový orchestr Pavla Větrovce, studio dh Vyžlovka, únor – březen 2005

- Nesfoukni lásce plamen (Daniel Hádl / Jan Schneider)
  - Studiový orchestr Pavla Větrovce, studio dh Vyžlovka, únor – březen 2005

- Nevěř mi (Miroslav Kefurt)
  - Orchestr Václava Hybše, studio A Čs. rozhlasu, 20.6.1967

- Neznámý (Léto 42)
  - 1968
- No (Hej, pane zajíci)
- Polydor 1969

## O
- Oči měl netečný (I Smiled Yesterday) (Burt Bacharach – Hal David / Pavel Vrba)
  - TOČR řídí Václav Hybš, sbor: Golden Kids, studio Dejvice, 11. června 1969

- Odvěká žena (A Natural Woman) (Gerry Goffin, Carole King / Pavel Vrba)
  - Studiový orchestr Petra Maláska, studio neznámé, 2016 (pro CD album Soul)
  - původně z recitálu "S nebývalou ochotou" v divadle Ungelt

- Oh, baby, baby (Bohuslav Ondráček / Jan Schneider)
  - (1. verze): TOČR řídí Kamil Hála, studio Strahov, 25. března 1966, s Helenou Vondráčkovou
  - (2. verze): Čs. televize, film "Revue pro následníka trůnu", 1970, s Helenou Vondráčkovou, Václavem Neckářem, Gitte Haenning a Knutem Kiesewetterem
  - (3. verze): Velký studiový orchestr, 2004, s Helenou Vondráčkovou

- Five Minutes More
  - 1966 ?

- Óda na ticho (Petr Malásek / Jan Schneider)
  - Studiový orchestr Pavla Větrovce, studio dh Vyžlovka, únor – březen 2005

## P
- Pár metálů (Harry Macourek / Pavel Vrba)
  - Orchestr Golden Kids, řídí Josef Vobruba, studio Dejvice, 29. května 1969

- Pár vzpomínek
- 1965

- Pijan Vajda (moravská lidová, upravil Jaroslav Hutka)
  - Jaroslav Hutka – Kytara, nahráno v květnu 1978 v Praze

- Píseň Kateřiny /z filmu Kulhavý ďábel/ (Jaromír Klempíř / Jiří Štaidl)
- 1968
- Píseň klíčů (David Solař / Jan Schneider)
  - Studiový orchestr Pavla Větrovce, studio Vyžlovka, únor – březen 2005

- Píseň o štěstí (Karel Štolba / Jan Schneider)
  - Studiový orchestr Pavla Větrovce, studio dh Vyžlovka, únor – březen 2005

- Píseň Ofélie (Bohuslav Ondráček / Jan Schneider), s Waldemarem Matuškou
  - Orchestr Karla Krautgartnera řídí Josef Vobruba, 1967

- Písnička o krabičce (Bohuslav Ondráček / Jan Schneider), s J. Konečným a P. Cvachem
  - Jazzová skupina divadla Alfa, Čs. rozhlas Plzeň, 1964

- Plují lodi do Triany (Jan F. Fischer/ Jan F. Fischer, Olga Fischerová)
  - Taneční orchestr Čs. rozhlasu řídí Karel Krautgartner, Čs. televize, 1965
  - na zvukovém nosiči vydáno až v roce 2012 (Zlatá šedesátá)

- Podzimní (Luboš Andršt / Jan Burian)
  - Pražský klasický orchestr řídí Oldřich Vlček, Studiová skupina Petra Maláska, studio Mida, 1993

- Pojď a měj mne rád (Karel Svoboda / Ivo Fischer)
  - Karel Vlach se svým orchestrem, studio Dejvice, 20. května 1967

- Pojďte, pejskové (Karel Svoboda / Zdeněk Rytíř)
  - Orchestr Golden Kids, řídí Josef Vobruba, studio Dejvice, 4.11.1968

- Polárka ( Petr Hapka / Jan Růžička )
  - Orchestr Václava Hybše
  - Čs. televize 1967

- Pomoz mi (Marián Varga / Kamil Peteraj, Jana Leichtová)
  - Pražský klasický orchestr řídí Oldřich Vlček, Studiová skupina Petra Maláska, studio Mida, 1993

- "Poprvé"
  - 1965 ?

- Povel pro pána tvorstva (Pavel Fořt / Jan Schneider)
  - Studiový orchestr Pavla Větrovce, studio dh Vyžlovka, únor – březen 2005

- Promiň (Sorry Seems To Be The Hardest Word) (Elton John, Bernard Taupin / Lukáš Hrabal)
  - Nahrál Petr Malásek, 2010

- Proudy (Prove It) (Randy Evretts, Horace Ott / Zdeněk Rytíř)
  - Orchestr Golden Kids řídí Josef Vobruba, sbor: Golden Kids, studio Dejvice, 5.listopad 1968

- Průvan (David Solař / Jan Schneider)
  - Studiový orchestr Pavla Větrovce, studio dh Vyžlovka, únor – březen 2005

- Přítel Quinn (Mighty Quinn) (Bob Dylan / Zdeněk Rytíř)
  - zpívají Golden Kids (Marta Kubišová, Helena Vondráčková & Václav Neckář)
  - Orchestr Golden Kids řídí Josef Vobruba, studio Dejvice, 5.11.1968

- Přines ten klíč, Tony (Bohuslav Ondráček / Jan Schneider), s Helenou Vondráčkovou
  - Miroslav Kefurt se svou skupinou, studio Strahov, 22.11.1965

## R
- Radši – šanson (Bohuslav Ondráček / Jan Schneider)
  - Jazzová skupina divadla Alfa, Čs. rozhlas Plzeň, 1964

- Reťaz (Ján Siváček / Pavel Vrba, Tomáš Janovic)
  - Orchestr Karla Krautgartnera, řídí Josef Vobruba, studio A Čs. rozhlasu, 1968

- Rezavý svět (Zdeněk Petr / Ivo Fischer)
  - TOČR, řídí Josef Vobruba, studio Čs. televize, 1968

- Ring-o-ding (Bohuslav Ondráček / Zdeněk Rytíř)
  - Orchestr Golden Kids řídí Josef Vobruba, studio Dejvice, 4. listopadu 1968

- Robinson (Luděk Hulan / Ivo Rožek)
  - Orchestr Karla Krautgartnera, řídí Luděk Hulan, studio A Čs. rozhlasu, 1968

## Ř
- Řekni, kde ty kytky jsou (Where Have All The Flowers Gone) (Pete Seeger / Jiřina Fikejzová)
  - nahrál Daniel Fikejz, 2000, původně píseň nazpívala Judita Čeřovská[5]

## S
- S nebývalou ochotou (Walking Back To Happiness) (J. F. Schroeder – M. Hawker / Eduard Krečmar)
  - TOČR, řídí Josef Vobruba, sbor Lubomíra Pánka, studio Čs. rozhlasu, 25.5.1966

- S tebou jsem já (Say You, Say Me) (Lionel Richie / Eduard Krečmar)
  - Orchestr Golden Strings Vladimíra Popelky, studia Českého rozhlasu, březen 1995

- Sama (Tennessee Waltz) (Pee Wee King, Redd Stewart / Ivo Rožek)
  - Orchestr Václava Hybše, studio A Čs. rozhlasu, 20.6.1967

- Samba woodoo (Jindřich Malík / Zdeněk Rytíř)
  - Studiová skupina Luboše Andršta, studio Hrnčíře, duben 1991

- Santa Clara (Karel Mareš / Rostislav Černý), s Helenou Vondráčkovou
  - Taneční studio Praha řídí Zdeněk Marat, studio Čs. televize, 21. dubna 1967

- Sedím na měsíci (David Noll / Marta Kubišová)
  - Studiová skupina Luboše Andršta, studio Hrnčíře, duben 1991

- Schránka na dopisy (Jan Rimon / Jiří Aplt)
  - Pražský smyčcový orchestr, studio neznámé, 24.3.1967

- Slzy tvý mámy (Petr Janda / Václav Babula)
  - Studiová skupina Rudolfa Rokla, studio A a F Českého rozhlasu, 1996

- Smrt holubího krále (Jindřich Malík / Zdeněk Rytíř)
  - Studiová skupina Luboše Andršta, studio Hrnčíře, duben 1991

- Sněžný muž (Angelo Michajlov, Vladimír Popelka / Ester Krumbachová)
  - Filmový symfonický orchestr, řídí Štěpán Koníček, 1969

- Spoutej mě (Bohuslav Ondráček / Zdeněk Borovec)
  - Orchestr Golden Strings Vladimíra Popelky, studia Českého rozhlasu, březen 1995

- Starala se máti má (moravská lidová, upravil Jaroslav Hutka)
  - Jaroslav Hutka – Kytara, nahráno v květnu 1978 v Praze

- Stížnost k Pánu Bohu (Július Kinček / Petr Uličný)
  - Pražský klasický orchestr řídí Oldřich Vlček, Studiová skupina Petra Maláska, studio Mida, 1993

- Svatý David (moravská lidová, upravil Jaroslav Hutka)
  - Jaroslav Hutka – Kytara, nahráno v květnu 1978 v Praze

- Svět bez vás dvou (Michal David / Zdeněk Borovec)
  - Orchestr Golden Strings Vladimíra Popelky, studia Českého rozhlasu, březen 1995

- Svlíkám lásku (Harry Macourek / Hana Čiháková)
  - Orchestr Golden Kids, řídí Josef Vobruba, studio Dejvice, 28.5.1969

## Š
- Šaty z duhy (Jaromír Knittl /Pavel Vrba), s Helenou Vondráčkovou
  - TOČR, řídí Josef Vobruba, studio Čs. rozhlasu, 22.11.1966

- Šenkýřka krásy (David Solař / Jan Schneider)
  - Studiový orchestr Pavla Větrovce, studio dh Vyžlovka, únor – březen 2005

- Šlechtici (Angelo Michajlov / Eduard Krečmar)
  - Čs. televize 1968, pořad "Europarty", s V. Neckářem a H. Vondráčkovou

## T
- Tajga blues '69 (Bohuslav Ondráček / Zdeněk Rytíř)
  - Orchestr Golden Kids, řídí Josef Vobruba, studio Dejvice, 9. ledna 1969
  - německý text: Loose (Taiga blues), nazpíváno německy pro Polydor, 1969

- Tajuplnej hráč (Karel Svoboda / Ivo Fischer)
  - Václav Hybš se sólisty, studio Dejvice, 20. března 1967
  - německý text: Blecher (Die Sonne ist schön), Orchestr Bohuslava Ondráčka, nazpíváno německy pro Polydor, 1968
  - živě v Cannes, zde s mírně upraveným textem: "Ten zvuk zní celou Paříží, proč je tak smutno za mříží?", leden 1968

- Tak dej se k nám a projdem svět (Ota Petřina / Zdeněk Rytíř)
  - zpívají Golden Kids (Marta Kubišová, Helena Vondráčková & Václav Neckář)
  - Orchestr Golden Kids, řídí Josef Vobruba, studio Dejvice, 10. prosinec 1968

- Tak tedy sbohem (Zdeněk Petr / Ivo Fischer), s Helenou Vondráčkovou, Waldemarem Matuškoua Karlem Štědrým
  - Václav Hybš se svým orchestrem, studio Čs. rozhlasu, 14.11.1968
  - z muzikálu "Filozofská historie"

- Tam na horách (On Top Of Old Smokey) (traditional / Jiřina Fikejzová)
  - Skupina Miroslava Kefurta, studio A Čs. rozhlasu, 31.5.1965

- Teď (David Solař / Jan Schneider)
  - Studiový orchestr Pavla Větrovce, studio dh Vyžlovka, únor – březen 2005

- Ten druhý v nás (Ota Petřina / Zdeněk Rytíř)
  - Orchestr Golden Kids, řídí Josef Vobruba, Otakar Petřina – kytara
  - Zdeněk Rytíř, Václav Neckář, Marta Kubišová – tleskání, studio Dejvice, 13. března 1970

- Ten, kdo z pánů básníků (Angelo Michajlov/Ivo Fischer), s Waldemarem Matuškou
  - Orchestr Karla Krautgartnera řídí Josef Vobruba, studio Čs. filmu, 11.4.1968

- Ten podzimní čas (Pavel Krejča / Pavel Vrba)
  - Studiová skupina Rudolfa Rokla, studio A a F Českého rozhlasu, 1996

- Ten zlej páv (Angelo Michajlov / Ivo Fischer)
  - Václav Hybš se svým orchestrem, studio Dejvice, 14. listopadu 1967

- Tulácká (Bohuslav Ondráček / Zbyněk Kovanda)
  - Jazzová skupina divadla Alfa, Čs. rozhlas Plzeň, 1964

- Tvé jméno Jan – Pocta Janu Patočkovi (neznámý autor hudby/Pavel Kohout)
  - nahráno v roce 1978

- Tvůj nůž, tvůj krém, tvůj růženec (You Came, You Saw, You Conquered) (Phil Spector, Tony Wine, Irwin Levine / Zdeněk Borovec)
  - zpívají Golden Kids (Marta Kubišová, Helena Vondráčková & Václav Neckář)
  - Orchestr Golden Kids, řídí Josef Vobruba, studio Dejvice, 18.12.1969

- Tys bejval mámin hodnej syn (Bohuslav Ondráček / Zdeněk Borovec)
  - Orchestr Golden Kids, řídí Josef Vobruba, Libuše Váchalová – harfa, Sbor Pavla Kühna, studio Dejvice, 19.12.1969

## U
- U našeho jezera (moravská lidová píseň, upravil Jaroslav Hutka)
  - Jaroslav Hutka – kytara, nahráno – květen 1978 v Praze

- Ukolébavka pro nenarozené děti (My Mama) (Paul Ryan / Zdeněk Rytíř
  - Orchestr Golden Kids, řídí Josef Vobruba, Libuše Váchalová – harfa, Miroslav Kokoška – tympány
  - Sbor Pavla Kühna, studio Dejvice, 17. prosince 1969

- Ulice (Luděk Hulan / Ivo Rožek)
  - Jazzové studio TOČRu, studio A Čs. rozhlasu, 23.12.1965

- Už se léto schovává (Playing Solitaire With My Memories) (Bill Martin, Phil Coulter/Eduard Krečmar)
  - zpívají Golden Kids (Marta Kubišová, Helena Vondráčková & Václav Neckář)
  - TOČR, řídí Josef Vobruba, studio Dejvice, 1969

## V
- V století dvacátém devátém (In The Year 2525) (Richard S. Evans / Zdeněk Rytíř)
  - Orchestr Golden Kids, řídí Josef Vobruba, studio Dejvice, 7.4.1970
  - Skladba byla vydána až při reedici v roce 2000.

- V žáru královské lásky (Jan Hammer / Zdeněk Rytíř,Iva Ruszeláková,Jan Němec), s Vilémem Čokem
  - Studiová skupina Luboše Andršta, sbor: Květoslav Rohleder, Jindřich Malík, Tomáš Pergl, Vít Popp
  - studio Hrnčíře, duben 1991

- Ve tvém objetí (Cheek To Cheek) (Irving Berlin / Vladimír Dvořák)
  - Taneční orchestr Čs. rozhlasu řídí Kamil Hála, studio Kobylisy, 2.3.1965

- Věř nám dál (František Horký / Zdeněk Mašta), s Bohoušem Josefem
  - Pražský klasický orchestr řídí Oldřich Vlček, Studiová skupina Petra Maláska, studio Mida, 1993

- Víc nechtěl by snad ani d’Artagnan (Jaroslav Jakoubek / Jan Schneider), s Waldemarem Matuškou
  - TOČR, řídí Josef Vobruba, studio Čs. rozhlasu, 7.7.1965

- Vítej, lásko (David Solař / Jan Schneider)
  - Studiový orchestr Pavla Větrovce, studio dh Vyžlovka, únor – březen 2005

- Vítr mi něco vzal (G. Portnov / český text Jiří Aplt)
  - 1965
  - na zvukovém nosiči vydáno až v roce 2012 (Zlatá šedesátá)

- Vlastenecká píseň (Zdeněk Petr / Ivo Fischer), s Helenou Vondráčkovou
  - z muzikálu "Filozofská historie", 1968
  - Václav Hybš se svým orchestrem, Robert Röhrer – cembalo

- Volám na shledanou (La Paloma) (S. Yradier / B. Nádvorník)
  - Václav Hybš se sólisty, Sbor Lubomíra Pánka, studio Čs. rozhlasu, 22.10.1966

- Vrba (Vladimír Popelka / Vladimír Poštulka)
  - Orchestr Golden Kids řídí Josef Vobruba, studio Dejvice, 25.2.1969

- Všechny bolesti utiší láska (Angelo Michajlov / Eduard Krečmar)
  - zpívají Golden Kids (Marta Kubišová, Helena Vondráčková & Václav Neckář)
  - Orchestr Golden Kids řídí Josef Vobruba, Sbor Lubomíra Pánka, studio Dejvice, 17.12.1968

- Všechny bubny světa (Rhythm Of My Heart) (M. Jordan, J. Capek / Eduard Krečmar)
  - Orchestr Golden Strings Vladimíra Popelky, Vokální skupina Voice Mix, studia Českého rozhlasu, březen 1995

- Vši (She's Too Good For Me) (Sting / Pavel Vrba)
  - Orchestr Golden Strings Vladimíra Popelky, sbor: Marta Kubišová, studia Českého rozhlasu, březen 1995

- Vyznání (Karel Štolba / Marta Skarlandtová)
  - Nahrál Petr Malásek, 2010

- Vzkaz (Petr Malásek / Marta Skarlandtová), s Milanem Heinem
  - Nahrál Petr Malásek, 2010

## W
- Was vorbei ist, das ist vorbei (Dobrá zpráva) (Karel Svoboda / Zdeněk Rytíř, německý text: Relin)
  - zpívají Golden Kids (Marta Kubišová, Helena Vondráčková & Václav Neckář)
  - Polydor, 1969

- Wie ein Fernruf (Depeše) (Karel Svoboda / Ivo Rožek, německý text: Martin Trenk)
  - TOČR, řídí Josef Vobruba, Studio A Čs. rozhlasu, 21.4.1967

- Wir leben mit den Sonnenschein (I Only Want To Be With You) (Hawker, Raymonde, Hertha)
  - zpívají Golden Kids (Marta Kubišová, Helena Vondráčková & Václav Neckář)
  - Polydor 1970

- Wo ist der Clown (Blum)
  - zpívají Golden Kids (Marta Kubišová, Helena Vondráčková & Václav Neckář)
  - Polydor 1970

## Z
- Zaklínání  (Harry Macourek / Hana Čiháková) 
  - 1968

- Zelené návraty (David Solař / Jan Schneider)
  - Studiový orchestr Pavla Větrovce, studio dh Vyžlovka, únor – březen 2005

- Zkrať to! (Vladimír Popelka / Eduard Krečmar)
  - Orchestr Golden Strings Vladimíra Popelky, Vokální skupina Voice Mix, studia Českého rozhlasu, březen 1995

- Zlý dlouhý půst (Bohuslav Ondráček / Pavel Vrba)
  - 1.verze: Orchestr Golden Kids řídí Josef Vobruba, Karel Růžička – klavír, sbor: H. Vondráčková & M. Kubišová, studio Dejvice, 28.5.1969
  - 2.verze: Studiová skupina Rudolfa Rokla, Vokální sbor řídí Lída Nopová, studio A a F Českého rozhlasu, 1996 (nově nahráno)

- Znamení (Luboš Andršt / Jan Burian)
  - Studiová skupina Luboše Andršta, studio Hrnčíře, duben 1991

- Ztracené tváře (Luboš Fišer / Pavel Kopta)
  - 1965
  - na zvukovém nosiči vydáno až v roce 2012 (Zlatá šedesátá)

## Ž
- Život je jak těsná ulita (Jaromír Klempíř / Jiří Štaidl), s Karlem Štědrým
  - Orchestr Karla Krautgartnera řídí Josef Vobruba, studio Čs. rozhlasu, 29.4.1968

- Život není pes (Petr Malásek / Václav Kopta), s Anetou Langerovou
  - studio LineArt, květen 2014
  - z filmového dokumentu Olgy Sommerové "Magický život rebelky"